# Населення Йорданії
Населення Йорданії. Чисельність населення країни 2015 року становила 8,117 млн осіб (98-ме місце у світі). Чисельність йорданців стабільно збільшується, народжуваність 2015 року становила 25,37 ‰ (50-те місце у світі), смертність — 3,79 ‰ (211-те місце у світі), природний приріст — 0,83 % (132-ге місце у світі) . 

## Природний рух

### Відтворення
Народжуваність у Йорданії, станом на 2015 рік, дорівнює 25,37 ‰ (50-те місце у світі). Коефіцієнт потенційної народжуваності 2015 року становив 3,17 дитини на одну жінку (50-те місце у світі). Рівень застосування контрацепції 61,2 % (станом на 2012 рік). Середній вік матері при народженні першої дитини становив 24,7 року, медіанний вік для жінок — 25—29 років (оцінка на 2012 рік).
Смертність у Йорданії 2015 року становила 3,79 ‰ (211-те місце у світі).
Природний приріст населення в країні 2015 року становив 0,83 % (132-ге місце у світі).

### Вікова структура

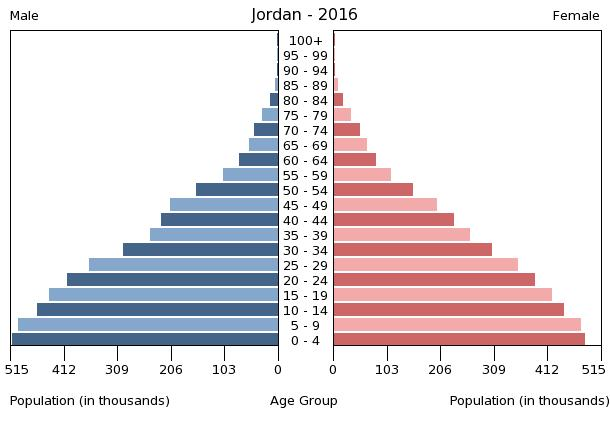
Віково-статева піраміда населення Йорданії, 2016 рік

Середній вік населення Йорданії становить 22,3 року (179-те місце у світі): для чоловіків — 21,9, для жінок — 22,7 року. Очікувана середня тривалість життя 2015 року становила 74,35 року (122-ге місце у світі), для чоловіків — 73 роки, для жінок — 75,78 року.
Вікова структура населення Йорданії, станом на 2015 рік, мала такий вигляд:
- діти віком до 14 років — 35,42 % (1 474 464 чоловіки, 1 400 926 жінок);
- молодь віком 15—24 роки — 20,25 % (840 714 чоловіків, 803 237 жінок);
- дорослі віком 25—54 роки — 36,12 % (1 468 388 чоловіків, 1 463 451 жінка);
- особи передпохилого віку (55—64 роки) — 4,3 % (169 857 чоловіків, 179 275 жінок);
- особи похилого віку (65 років і старіші) — 3,91 % (149 207 чоловіків, 168 044 жінки)[1].

### Шлюбність— розлучуваність
Коефіцієнт шлюбності, тобто кількість шлюбів на 1 тис. осіб за календарний рік, дорівнює 10,2; коефіцієнт розлучуваності — 2,6; індекс розлучуваності, тобто відношення шлюбів до розлучень за календарний рік — 25 (дані за 2010 рік). Середній вік, коли чоловіки беруть перший шлюб, дорівнює 28,7 року, жінки — 23,8 року, загалом — 26,3 року (дані за 2010 рік).

## Розселення
Густота населення країни 2015 року становила 85,5 особи/км² (134-те місце у світі).

### Урбанізація
Йорданія надзвичайно урбанізована країна. Рівень урбанізованості становить 83,7 % населення країни (станом на 2015 рік), темпи зростання частки міського населення — 3,79 % (оцінка тренду за 2010—2015 роки).
Головні міста держави: Амман (столиця) — 1,155 млн осіб (дані за 2015 рік).

### Міграції
Річний рівень еміграції 2015 року становив 13,24 ‰ (217-те місце у світі). Цей показник не враховує різниці між законними і незаконними мігрантами, між біженцями, трудовими мігрантами та іншими.

#### Біженці й вимушені переселенці
Станом на 2016 рік, у країні постійно перебуває 2,097 млн палестинських біженців, 655,99 тис. з Сирії, 56,7 тис. з Іраку.
Йорданія є членом Міжнародної організації з міграції (IOM).

## Расово-етнічний склад
| Етнічний склад (2015 рік) | Етнічний склад (2015 рік) | Етнічний склад (2015 рік) | Етнічний склад (2015 рік) | Етнічний склад (2015 рік) |
| ------------------------- | ------------------------- | ------------------------- | ------------------------- | ------------------------- |
| Етнос:                    |                           |                           | Відсоток:                 |                           |
| араби                     | араби                     |                           | 98%                       | 98%                       |
| черкеси                   | черкеси                   |                           | 1%                        | 1%                        |
| вірмени                   | вірмени                   |                           | 1%                        | 1%                        |

Головні етноси країни: араби — 98 %, черкеси — 1 %, вірмени — 1 % населення.

## Мови
| Мови Йорданії (2015 рік) | Мови Йорданії (2015 рік) | Мови Йорданії (2015 рік) | Мови Йорданії (2015 рік) | Мови Йорданії (2015 рік) |
| ------------------------ | ------------------------ | ------------------------ | ------------------------ | ------------------------ |
| Мова:                    |                          |                          | Відсоток:                |                          |
| арабська                 | арабська                 |                          | %                        | %                        |
| англійська               | англійська               |                          | %                        | %                        |

Офіційна мова: арабська. Інші поширені мови: англійська, особливо серед заможного і середнього класу.

## Релігії
| Релігії в Йорданії (2009 рік) | Релігії в Йорданії (2009 рік) | Релігії в Йорданії (2009 рік) | Релігії в Йорданії (2009 рік) | Релігії в Йорданії (2009 рік) |
| ----------------------------- | ----------------------------- | ----------------------------- | ----------------------------- | ----------------------------- |
| Віросповідання:               |                               |                               | Відсоток:                     |                               |
| мусульмани                    | мусульмани                    |                               | 97.2%                         | 97.2%                         |
| християни                     | християни                     |                               | 2.2%                          | 2.2%                          |
| буддисти                      | буддисти                      |                               | 0.4%                          | 0.4%                          |
| індуїсти                      | індуїсти                      |                               | 0.1%                          | 0.1%                          |
| юдаїзм                        | юдаїзм                        |                               | 0.1%                          | 0.1%                          |
| традиційні вірування          | традиційні вірування          |                               | 0.1%                          | 0.1%                          |
| атеїсти                       | атеїсти                       |                               | 0.1%                          | 0.1%                          |
| інші                          | інші                          |                               | 0.1%                          | 0.1%                          |

Головні релігії й вірування, які сповідує, і конфесії та церковні організації, до яких відносить себе населення країни: іслам (сунізм, державна релігія) — 97,2 %, християнство — 2,2 % (грецьке православ'я, греко-католицтво, сирійське православ'я, Коптська православна церква, Вірменська апостольська церква, протестантизм), буддизм — 0,4 %, індуїзм — 0,1 %, юдаїзм — 0,1 %, традиційні вірування — 0,1 %, не сповідують жодної — 0,1 %, інші — 0,1 % (станом на 2010 рік).

## Освіта
Рівень письменності 2015 року становив 95,4 % дорослого населення (віком від 15 років): 97,7 % — серед чоловіків, 92,9 % — серед жінок.
Дані про державні витрати на освіту у відношенні до ВВП країни, станом на 2015 рік, відсутні. Середня тривалість освіти становить 13 років, для хлопців — до 12 років, для дівчат — до 13 років (станом на 2012 рік).

## Охорона здоров'я
Забезпеченість лікарями у країні на рівні 2,56 лікаря на 1000 мешканців (станом на 2010 рік). ; забезпеченість лікарняними ліжками у стаціонарах — 1,8 ліжка на 1000 мешканців (станом на 2012 рік). Загальні витрати на охорону здоров'я 2014 року становили 7,5 % ВВП країни (25-те місце у світі).
Смертність немовлят до 1 року, станом на 2015 рік, становила 15,18 ‰ (104-те місце у світі); хлопчиків — 16,05 ‰, дівчаток — 14,25 ‰. Рівень материнської смертності 2015 року становив 58 випадків на 100 тис. народжень (97-ме місце у світі).
Йорданія входить до складу ряду міжнародних організацій: Міжнародного руху (ICRM) і Міжнародної федерації товариств Червоного Хреста і Червоного Півмісяця (IFRCS), Дитячого фонду ООН (UNISEF), Всесвітньої організації охорони здоров'я (WHO).

### Захворювання
Кількість хворих на СНІД невідома, дані про відсоток інфікованого населення в репродуктивному віці 15—49 років відсутні. Дані про кількість смертей від цієї хвороби за 2014 рік відсутні.
Частка дорослого населення з високим індексом маси тіла 2014 року становила 28,1 % (28-ме місце у світі); частка дітей віком до 5 років зі зниженою масою тіла становила 3 % (оцінка на 2012 рік). Ця статистика показує як власне стан харчування, так і наявну/гіпотетичну поширеність різних захворювань.

### Санітарія
Доступ до облаштованих джерел питної води 2015 року мало 97,8 % населення в містах і 92,3 % в сільській місцевості; загалом 96,9 % населення країни. Відсоток забезпеченості населення доступом до облаштованого водовідведення (каналізація, септик): у містах — 98,6 %, в сільській місцевості — 98,9 %, загалом по країні — 98,6 % (станом на 2015 рік). Споживання прісної води, станом на 2005 рік, дорівнює 0,94 км³ на рік, або 166 тонни на одного мешканця на рік: з яких 31 % припадає на побутові, 4 % — на промислові, 65 % — на сільськогосподарські потреби.

## Соціально-економічне становище
Співвідношення осіб, що в економічному плані залежать від інших, до осіб працездатного віку (15—64 роки) загалом становить 64,8 % (станом на 2015 рік): частка дітей — 58,5 %; частка осіб похилого віку — 6,2 %, або 16 потенційно працездатних на 1 пенсіонера. Загалом ці показники характеризують рівень потреби державної допомоги в секторах освіти, охорони здоров'я і пенсійного забезпечення, відповідно. За межею бідності 2002 року перебувало 14,2 % населення країни. Розподіл доходів домогосподарств у країні має такий вигляд: нижній дециль — 3,4 %, верхній дециль — 28,7 % (станом на 2010 рік).
Станом на 2012 рік, у країні 40,97 тис. осіб не має доступу до електромереж; 99,5 % населення має доступ, в містах цей показник дорівнює 99 %, у сільській місцевості — 99,4 %. Рівень проникнення інтернет-технологій високий. Станом на липень 2015 року в країні налічувалось 4,335 млн унікальних інтернет-користувачів (82-ге місце у світі), що становило 53,4 % загальної кількості населення країни.

### Трудові ресурси
Загальні трудові ресурси 2015 року становили 2,02 млн осіб (122-ге місце у світі). Зайнятість економічно активного населення в господарстві країни розподіляється таким чином: аграрне, лісове і рибне господарства — 2 %; промисловість і будівництво — 20 %; сфера послуг — 78 % (станом на 2013 рік). Безробіття 2014 року дорівнювало 13 % працездатного населення, 2013 року — 11,9 % (142-ге місце у світі); серед молоді у віці 15—24 років ця частка становила 29,3 %, серед юнаків — 25,2 %, серед дівчат — 48,8 % (27-ме місце у світі). За неофіційними підрахунками рівень безробіття дорівнює 30 % працездатного населення.

### Торгівля людьми
Згідно зі щорічною доповіддю про торгівлю людьми (англ. Trafficking in Persons Report) Управління з моніторингу та боротьби з торгівлею людьми Державного департаменту США, уряд Йорданії докладає значних зусиль у боротьбі з явищем примусової праці, сексуальної експлуатації, незаконною торгівлею внутрішніми органами, але законодавство відповідає мінімальним вимогам американського закону 2000 року щодо захисту жертв (англ. Trafficking Victims Protection Act’s) не повною мірою, країна перебуває у списку другого рівня.

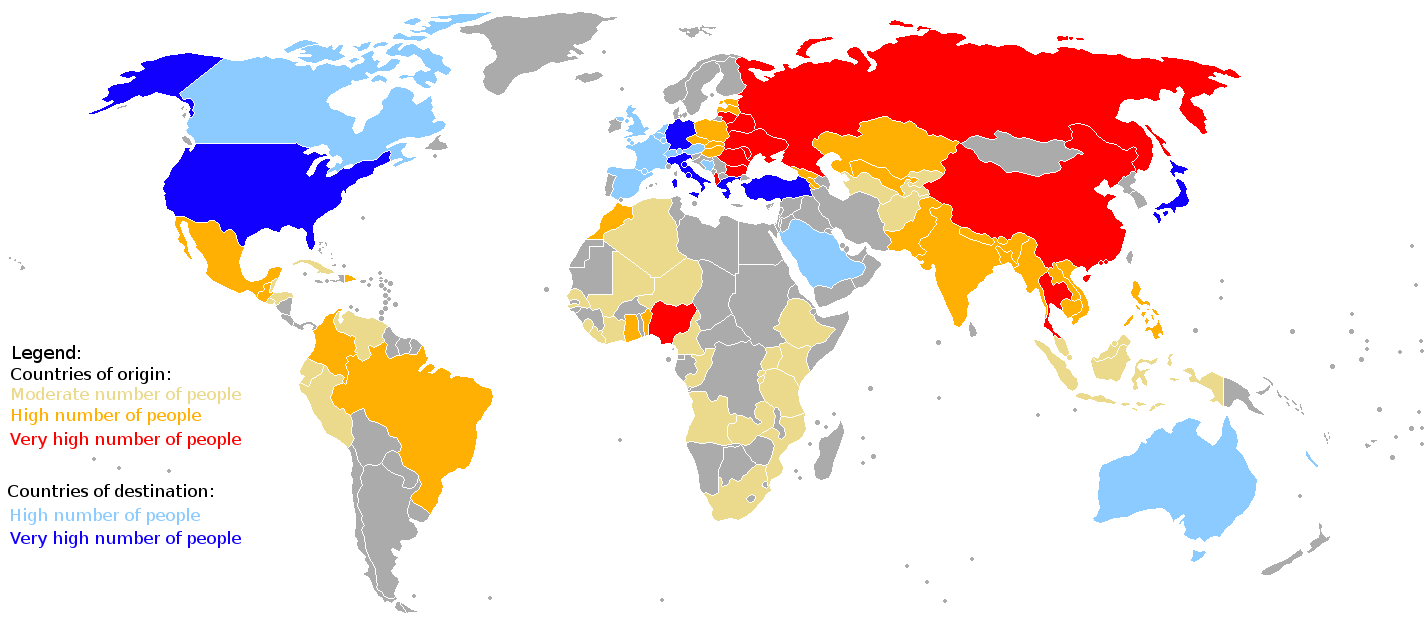
Країни-донори (червоний) і країни-реципієнти кримінальних потоків  (англ.)
Глобальна боротьба з торгівлею людьми (англ.)

## Гендерний стан
Статеве співвідношення (оцінка 2015 року):
- при народженні — 1,06 особи чоловічої статі на 1 особу жіночої;
- у віці до 14 років — 1,05 особи чоловічої статі на 1 особу жіночої;
- у віці 15—24 років — 1,05 особи чоловічої статі на 1 особу жіночої;
- у віці 25—54 років — 1 особи чоловічої статі на 1 особу жіночої;
- у віці 55—64 років — 0,95 особи чоловічої статі на 1 особу жіночої;
- у віці за 64 роки — 0,89 особи чоловічої статі на 1 особу жіночої;
- загалом — 1,02 особи чоловічої статі на 1 особу жіночої[1].

## Демографічні дослідження
Демографічні дослідження у країні ведуться рядом державних і наукових установ:

### Українською
- Атлас. 10—11 клас. Економічна і соціальна географія світу / упорядники :  О. Я. Скуратович, Н. І. Чанцева. — К. : ДНВП «Картографія», 2010. — ISBN 978-966-475-639-3.
- Атлас світу / голов. ред. І. С. Руденко ; зав. ред. В. В. Радченко ; відп. ред. О. В. Вакуленко. — К. : ДНВП «Картографія», 2005. — 336 с. — ISBN 9666315467.
- Безуглий В. В. Економічна і соціальна географія зарубіжних країн : Навчальний посібник. — К. : ВЦ «Академія», 2007. — 704 с. — ISBN 978-966-580-239-6.
- Безуглий В. В., Козинець С. В. Регіональна економічна і соціальна географія світу : Навчальний посібник. — видання 2-ге, доп., перероб. — К. : ВЦ «Академія», 2007. — 688 с. — ISBN 966-580-144-9.
- Головченко В. І., Кравчук О. Країнознавство: Азія, Африка, Латинська Америка, Австралія і Океанія. — К., 2006. — 335 с. — ISBN 966-8939-04-2.
- Гудзеляк І. І. Географія населення: Навчальний посібник / І. Гудзеляк. — Л. : Видавничий центр ЛНУ імені Івана Франка, 2008. — 232 с. — ISBN 978-966-613-599-8.
- Дахно І. І. Країни світу: Енциклопедичний довідник / І. І. Дахно, С. М. Тимофієв. — К. : Мапа, 2011. — 606 с. — (Бібліотека нового українця) — ISBN 978-966-8804-23-6.
- Дахно І. І. Економічна географія зарубіжних країн : навчальний посібник. — К. : Центр учбової літератури, 2014. — 319 с. — ISBN 978-611-01-0682-5.
- Джаман В. О. Регіональні системи розселення: демографічні аспекти. — Чернівці : Рута, 2003. — 392 с. — ISBN 9665685988.
- Дорошенко Л. С. Демографія: Навчальний посібник. — К. : МАУП, 2005. — 112 с. — ISBN 966-608-442-2.
- Дубович І. А. Країнознавчий словник-довідник. — 5-те вид., перероб. і доп. — К. : Знання, 2008. — 839 с. — ISBN 978-966-346-330-8.
- Економічна і соціальна географія країн світу. Навчальний посібник / За ред. Кузика С. П. — Л. : Світ, 2002. — 672 с. — ISBN 966-603-178-7.
- Загальна медична географія світу / В. О. Шевченко [та ін.] — К. : [б.в.], 1998. — 178 с.
- Ігнатьєв П. М. Країнознавство: Країни Азії. — Ч. : Книги-XXI, 2004. — 383 с. — ISBN 966-8029-53-4.
- Книш М. М., Мамчур О. І. Регіональна економічна і соціальна географія світу (Латинська Америка та Карибські країни, Африка, Азія, Океанія) : навч. посіб. — Л. : ЛНУ ім. Івана Франка, 2013. — 368 с. — ISBN 978-617-10-0007-0.
- Крисаченко В. С. Динаміка населення: Популяційні, етнічні та глобальні виміри. — К. : Видавництво Національного інституту стратегічних досліджень, 2005. — 368 с. — ISBN 966-554-083-1.
- Любіцева О. О., Мезенцев К. В., Павлов С. В. Географія релігій. — К. : АртЕК, 1999. — 504 с. — ISBN 966-505-006-0.
- Масляк П. О. Країнознавство. — К. : Знання, 2007. — 292 с. — (Вища освіта XXI століття)
- Масляк П. О., Дахно І. І. Економічна і соціальна географія світу / П. О. Масляк, І. І. Дахно ; за ред. П. О. Масляка. — К. : Вежа, 2003. — 280 с. — ISBN 966-7091-53-8.

### Російською
- (рос.) Иордания // Демографический энциклопедический словарь / главн. ред. Валентей Д. И. — М. : Советская энциклопедия, 1985. — 608 с.
- (рос.) Иордания // Страны и народы. Зарубежная Азия. Общий обзор. Юго-Западная Азия / Редкол. : Н. И. Прошин (отв. ред.), И. А. Дементьев и др. — М. : «Мысль», 1979. — 381 с. — (Страны и народы) — 180 тис. прим.
- (рос.) Атлас народов мира / Отв. ред. С. И. Брук и В. С. Апенченко. — М. : ГУГК ГГК СССР и Институт этнографии им. Н. Н. Миклухо-Маклая АН СССР, 1964. — 185 с. — 20 тис. прим.
- (рос.) Численность и расселение народов мира. Этнографические очерки / под ред. С. И. Брука. — М. : Издательство АН СССР, 1962. — 487 с.
- (рос.) Лаппо Г. М. География городов: Учебное пособие для географических факультетов вузов. — М. : Туманит, изд. центр ВЛАДОС, 1997. — 476 с. — ISBN 5-691-00047-0.
- (рос.) Ягельский А. География населения. — М. : Прогресс, 1980. — 383 с.